# رودخانه آلنباخ
رودخانه آلنباخ (به آلمانی: Aalenbach) یک رود در آلمان است که در بادن-وورتمبرگ واقع شده‌است.